# Дела Торе
Дела Торе (на италиански: Della Torre) или Дала Торе (Dalla Torre), или Ториани (Torriani), или на средн. латински Де ла Туре  (De la Turre) е ломбардска благородническа фамилия, която господства в Ломбардия и голяма част от Северна Италия между XII и XIV век. Те притежават Сеньория Милано, преди да бъдат прокудени от Висконти. Членове са на партията на гвелфите, т.е са лоялни към папата.
През вековете различни клонове на семейството придобиват множество благороднически титли: барони, графове, маркизи, херцози и принцове. Многобройни представители също са удостоени с различни титли, свързани с рицарски ордени.

## Произход
Дела Торе е древна фамилия на миланската аристокрация. Според легенда, призната от някои генеалози и историци от миналото, семейството е от франкско потекло и произлиза от потоците на император Карл Велики. Според тази легенда известен член на семейството на императора се жени за благородничка от Бургундия, единствената наследница на рода Дьо Ла Тур д'Оверн (De la Tour d'Auvergne), приемайки нейното фамилно име. Дьо ла Тур от своя страна са потомци на Анскар I, граф на Уш и впоследствие маркграф на Ивреа, роднина на императорското семейство на Карл Велики. От брака се раждат близнаците Хермион (или Херипранд) и Клододей, които, като възрастни, около 1000 г. са изпратени във Валсасина в Северна Италия. Там живее граф Таций, който им дава двете си единствени дъщери. След смъртта му те наследяват Графство Валсасина, поставяйки началото на рода. Докато клонът на Клододей изчезва, този на Херипранд, който умира около 1095 г., продължава. Със сигурност е известно, че семейството е в Милано Порта Нуова и че Миланската архиепископият му дава феода Валсасина със село Прималуна в центъра, като най-старият документ за това датира от 1047 г.
В зората на 1100 г. Дела Торе вече е доста важно миланско семейство, което е във владение на обширни територии, които достигат до Кантон Тичино. Първите исторически лица, които се появяват, са Ардерик де ла Туре (Ardericus De La Turre) през 1130 г., посочен сред миланските капитани (най-висшата част от градската аристокрация) в документ от 1130 г., който има обширни селски имоти като феод, даден му от архиепископията, и Мартин 'Гигантът', граф на Валсасина, брат или братовчед на Ардерик, който през 1146 г. участва във Втория кръстоносен поход с хората си, следвайки краля на Франция Луи VII. Участието в похода на Мартин заедно с неговия антураж от ломбардци, поклонници и войници, който намира смъртта си от сарацините в обсадата на Дамаск през 1148 г., въвежда семейството във великата европейска история. Единственото съхранило се за него кратко описание е това на Париде дела Торе в „Хроника на Торианите и описание на валсасина“ (Cronaca dei Torriani e descrizione della Valsassina) от XVI век, който на свой ред възприема Хониките на Евсебий. Той описва Мартин – граф на Валсасина, роден от благородническо семейство de La Turre и „знатен мъж и с огромно тяло“. Заради внушителния си външен вид той заслужава прозвището „Гиганта“, но също така е и „знатен мъж“, т.е. управлява земите си справедливо и мъдро. 
Синът на Мартин Якопо се жени за Берта Висконти и е регент на Милано. Внукът на Якопо, Раймондо, е епископ на Комо от 1262 до 1273 г. През 1269 г. е заловен от Конрад Веноста фон Мач – феодал на замъка Бофалора във Валкиавена и е изложен в клетка за публична подигравка в Сондало във Валтелина. След това е освободен от милициите на неговия брат Напо Ториани, които разрушават замъка на 25 септември 1273 г. Той е и патриарх на Аквилеа от 1273 до 1299 г. Друг внук на Якопо – Салвино (1240?, † 1287), е господар на Парма. Дъщеря му Елена се омъжва през 1300 г. за Николò да Карара. 

## Господари на Милано
Възходът на Дела Торе започва с внука на Мартино дела Торе 'Гиганта' – Пагано, син на Якопо, вече активен в миланската политика от онези години. През 1237 г. той приютява в собствените си земи във Валсасина останките от миланската армия, победена в битката при Кортенуова при река Ольо от император Фридрих II. За тези си заслуги Пагано е призован през 1240 г. да заеме длъжността Старейшина на Креденца-та на Св. Амбросий (Креденца е събрание на свободната комуна и на Синьория Милано, родено да представлява обикновените хора, основано през 1198 г. и разпуснато през 1299 г.) и капитан на народа, и е първият господар на Милано до смъртта си през 1241 г. 
Племенникът му Мартино – син на брат му Якопо налага личността си в града и основава Сеньория Милано. След Примирието от Парабиаго (1257 г.) и Мира на Сант'Амброджо ( 1258 г.) той утвърждава върховенството на Дела Торе на територията на архиепископията. Умира през 1259 г.
Мартино е наследен от своя брат Филипо. Владенията на Дела Торе включват и Бергамо, Комо, Леко, Лоди, Монца, Новара, Варезе и Верчели; те също контролират Бреша благодарение на съюзи и родителски връзки с могъщото местно семейство Маджи.

### Загуба, повторно завоюване и прогонване от Синьория Милано
Когато Филипо умира през 1265 г., най-големият от семейството го наследява във властта над Милано. Това е Наполеоне дела Торе, известен като Напо Ториани, син на Пагано, към когото се присъединяват и братята му Франческо, който става подест на Бреша, Алесандрия, Бергамо, Новара и Лоди и господар на Сеприо, и Паганино, назначен за подест на Верчели. Паганино е убит на 29 януари 1266 г. от банда изгнани милански благородници, на които идват на помощ няколко павийци, изпратени от маркиз Оберто II Палавичино. За отмъщение Напо нарежда да извършат 53 обезглавявания във Верчели, Милано и Трецо сред конспиративните и противопоставящи се благородници. 
При Напо Милано е модернизиран чрез обширна програма за обществено строителство, която радикално го трансформира, превръщайки го в истинския метрополис на Северна Италия. Напо получава имперския викариат през 1274 г. от император Рудолф I Хабсбург. Той печели важната битка при Гуацера през 1276 г. близо до Ранко в района на Варезе. Впоследствие губи битката при Джерминяга за владението над Крепостта на Анджера, която въпреки това остава в ръцете на Дела Торе. 
По време на управлението на Напо семейството достига върха на властта. То има свои представители на видни позиции в почти всички градове на Северна Италия, като подести и епископи. От 1273 г. с назначаването на архиепископ Раймондо, син на Пагано и брат на Напо, за патриарх на Аквилеа, семейството започва да пуска солидни корени във Фриули, което оттогава се превръща в регионално княжество в ръцете на Дела Торе. В градовете на Фриули няма площад, улица, дворец или замък, които да не помнят миланските господари Дела Торе. 

На 21 януари 1277 г. Напо е победен и пленен с много членове на семейството в битката при Дезио от архиепископ Отоне Висконти. Брат му Франческо е убит в същата битка. Синът на Напо, Корадо, известен като „Моска“, и племенникът на Напо, Гуидо (син на брат му Франческо), също са взети в плен, но успяват да избягат от замъка Барадело през 1284 г. 15 години преди това Отоне Висконти е избран за амброзианския архиепископ за сметка на Раймондо дела Торе и се превръща в отправна точка за благородниците както от Милано, така и от областите на Горно Милано и Локарно. С тяхна подкрепа Висконти води война срещу Дела Торе. Напо, затворен в клетка, висяща пред замъка Барадело близо до Комо, умира от глад през 1278 г. 
Въпреки че от този момент започва изкачването на рода Висконти до господството на Милано, тяхната власт винаги ще бъде несигурна, силно противопоставена от Дела Торе, които от контролираните от тях Фриули и градовете в Паданската низина ще водят безмилостна партизанска война срещу Висконти. Корадо „Мухата“ е назначен за губернатор на Истрия през 1290 г., за подест на Триест през 1293 г. и за подест на Бергамо през 1304 г. Паганино, последният от синовете на Корадо, е подест на Комо и сенатор на Рим.
През 1302 г. семейство Дела Торе се завръща в Милано с Гуидо – син на брата на Напо Франческо. Гуидо отнема Синьория Милано от Висконти. Гуидо губи господството си не защото е победен, а защото през 1311 г. влиза в конфликт с братовчед си архиепископ Касоно и бъдещ патриарх на Аквилея от 1316 до 1318 г. Касоно, известен също като Касоне или Гастоне, е син на Корадо и прагматично изгражда добри отношения с Матео Висконти. Семейното единство, което е силата на рода Дела Торе, бива разрушена и една част от него продължава безмилостната война срещу Висконти. След като се опитва да накара хората да се разбунтуват срещу императора на Свещената Римска империя Хайнриг VII, Гуидо е принуден да бяга, губейки господството си, което се връща у Висконти. Болен, той намира убежище първо в Лоди, след това в Кремона, където умира през лятото на 1312 г. 
Част от семейството подновява войната срещу Висконти и се завръща в Милано едва през 1332 г. с посредничеството на папата, когато е подписан мир. Папата им връща част от земите и благата, но те трябва да приемат господството на Висконти. Оттогава фамилията е разделена на различни клонове, които дават началото на множество благороднически семейства в Ломбардия, Фриули, Венето, Емилия-Романя, Тоскана и Пиемонт.
Флоримондо дела Торе, син на Корадо "Моска", напразно се опитва да си върне властта в Милано. Синът му Пагано е епископ на Падуа и патриарх на Аквилея от 1319 до 1332 г.
Тиберио, син на Мартино и правнук на Напо, е епископ на Бреша от 1325 г. до смъртта си през 1333 г.
През следващите векове фамилията Дела Торе заема важни позиции в политическия и административен живот, на служба при някои клонове на Хабсбургите или при Савоя, обособявайки се в различни линии, които дават начало на различни благороднически фамилии, осигурявайки множество подести в различни градове , военни, църковни лица, юристи, професори, архитекти, лекари и нотариуси в Ломбардия, Венето, Фриули и Пиемонт, давайки на църквата някои епископи и патриарси, един блажен (Антонио дел'Акуила), един Божи слуга (Карло дела Торе, салезиански мисионер) и един папа (Климент XIII).

## Основни представители
- Мартино дела Торе „Гиганта“ († след 1147 г.), кръстоносец, прародител
- Пагано I дела Торе († 6 януари 1241), внук на предходния, подест на Падуа (1195), старейшина на Милано (1197-1241), граф на Валсасина
- Алкерио да Торе († между около 1190 и 1204), съдебен изпълнител в долината Бленио със замъци в Торе (сегашно подселище на швейцарската община Бленио) и Семионе (днешно подселище на швейцарската община Серавале)[1] [2]
- Райнхер дела Торе († 1209), епископ на Кур от 1194 г. до смъртта си [3]
- Пагано II дела Торе († 1241), племенник на Пагано I, подест на Бреша (1227), подест на Бергамо (1228), член на правителството на Милано (сл. 1237)
- Ермано дела Торе, 1-ви син на Пагано I, подест на Болоня (1253), подест на Флоренция (1256), подест на Пиза (1258), родоначалник на линията Гориция
- Наполеоне дела Торе, 2-ри син на Пагано I, 1265 – 1277 имперски викарий на Ломбардия при император Рудолф Хабсбургски, победен и пленен през 1277 г. в битката при Дезио
- Авоне дела Торе († след 1279), 3-ти син на Пагано I, подест на Пистоя (1274)
- Мартино дела Торе († след 1277), 4-ти син на Пагано I
- Филипо дела Торе, 5-ти син на Пагано I, подест на Сачиле (1290)
- Паганино дела Торе († след 1266 г. във Верчели), 6-ти син на Пагано I, подест на Новара (1259), зет на граф Гуидо фон Монтефелтро
- Франческо дела Торе († 1277 в битката при Дезио ), 7-ми син на Пагано I, подест на Бреша, Алесандрия, Бергамо, Лоди и Новара
- Салвино дела Торе († след 1281), 8-ми син на Пагано I, прародител на кадетския клон Турн и Валсасина
- Каверно дела Торе († след 1277), 9-ти син на Пагано I, подест на Мантуа (1245), родоначалник на кадетския клон на Верона
- Раймондо дела Торе († 1299), 10-ти син на Пагано I, от 1273 г. патриарх на Аквилеа
- Мартино дела Торе († 1263), племенник на Пагано I, от 1257 г. синьор на Милано, подест на Лоди (1262)
- Филипо дела Торе, племенник на Пагано I и брат на предходния, подест на Новара, 1256 г. в Генуа
- Корадо 'Моска' дела Торе († 1307), син на Наполеоне, губернатор на Истрия и Триест, от 1303 г. синьор на Милано
- Гуидо дела Торе († 1312), син на Франческо, господар на Милано (1307–11)
- Касоно (или Касоне, Гастоне) дела Торе († 1319), син на Корадо „Моска“,  архиепископ на Милано (1308–1317), патриарх на Аквилея (1316–1318)
- Флоримонте „Москино“ дела Торе († след 1345 г.), син на Корадо „Моска“, напразно се опитва през 1311 г. да си върне властта в Милано, 1317 г. управител на патриарха на Аквилея
- Лодовико дела Торе († 1365), правнук на Ермано, епископ на Триест (1347), патриарх на Аквилея (1359)
- Отолино дела Торе († 1379), внук на Москино, синьор на Вилалта (в семейството от три поколения)
- Якопо дела Торе, известен като Якопо да Форли – университетски професор, лекар и учен от XIV век.
- Блажени Антонио дела Торе, известен като Антонио дел'Акуила – лекар (* ок.1424 в Милано, † 1494 в Акуила). Беатифициран от папа Климент XIII, роден като Карло дела Торе Рецонико (друг потомък на друг клон на семейството), през 1759 г.
- Джовани Антонио дела Торе († ок. 1483/86), потомък на Корадо „Моска“, епископ на Реджо (1439), на Модена (1444), на Парма (1364–1476), на Кремона (1476)
- Джакомо Антонио дела Торе, епископ на Кремона (1476 - 1486).
- Джулио дела Торе (* 1582, 1 621), потомък на Каверно (линия Верона), 1-ви граф на Кона (за 7 поколения) (1508), преподавател по право в Падуа (1509), подест в Пескиера (1521), посланик във Венеция
- Франческо Ториани, съветник на император Фердинанд I и императорски барон и посланик във Венеция (1558 г.).
- Доменико дела Торе († 1576), потомък на Каверно (линия на Верона), 1529 съдия, личен съветник на херцога на Парма, 1569/73 маркиз на Грота и Салсо Миноре (за 8 поколения)
- Джанело Ториани, известен и като Хуанело Ториани или Джанело Ториани или Торезани (* ок. 1500, Кремона, † 13 юни 1585,Толедо), испански часовникар, математик и откривател от италиански произход
- Гаспаре дела Торе, потомък на Франческо, пратеник на Комо в Милано (1591), генерален викарий и магистрат на Комо, подест на Новара, във Верчели (1617/18), в Кремона (1628), сенатор и патриций на Милано (1627)
- Джакомо Антонио дела Торе († 1618), потомък на Корадо „Моска“, савойски държавен съветник и камергер, пратеник в Испания
- Карло Ториани, губернатор на Триест (1666).
- Гуидоне Ториани (* 1556, † 1621), държавен служител/политик
- Джанело Ториани, инженер и математик от XVI век, следва Карл V в Испания, където е известен с името Хуанело Туриано.
- Енрико Матео фон Турн-Валсасина (* 24 февруари 1567 в дворец Липниц, Бохемия; † 28 януари 1640 в Пярну, Естония-Ливония), граф, генерал, вожд на въстанието в Бохемия (1618) срещу император Фердинанд II в първата фаза на Тридесетгодишната война, датски фелдмаршал, след това военачалник и дипломат на шведска служба, 1-ви бургграф на замък Карлщейн, господар на Велиш, бохемски благородник и дипломат от XVII век.
- Франческо дела Торе (* 1627, † 1687), син на Бартоломео, кралски пражки майстор каменоделец
- Иноченцо Ториани (* 1648, † 1700), швейцарски художник
- Бартоломео дела Торе († 1658), майстор-строител на църквата Св. Игнатий и йезуитския манастир в Рааб/ Дьор
- Джакомо дела Торе († 1669), син на Бартоломео, зидар и майстор в Рааб/Дьор
- Бартоломео дела Торе, син на Франческо, пастор в Линц
- Джовани Пиетро дела Торе (* 1660, † 1711), син на Франческо, кралски пражки майстор каменоделец
- Джовани Амброджо Ториани (* 1666, † 1679), епископ
- Даниел Гран (* 1694, † 1757), императорски камерен художник, нарича себе си „дела Торе“ от 1732 г.
- Лучо дела Торе (* 28 февруари 1695, † 3 юли 1723 в Градиска, екзекутиран), владетел на замъка Вилалта, известен със своята бруталност начело на банда смели и разбойници на териториите на Венеция
- Монсинсьор Джачинто дела Торе (* 1757, † 1814), архиепископ на Торино (1805 - 1814)
- Лелио Дела Торе (* 1805, † 1871), италиански еврейски учен и еврейски поет
- проф. Пиер Луиджи Дела Торе (* 1887, † 1963), неврохирург с европейска слава, основател на Художествената галерия на Тревильо
- Божи слуга Карло Дела Торе (* 1900 в Чернуско сул Навильо, † 1982 в Банкок), салезиански мисионер
- Карл Вилхелм фон Дела Торе, първоначално от Трентинския клон на семейството, който по-късно се премества в Инсбрук. Ботаник и зоолог, професор в университета в Инсбрук от 1895 г.
- ВикоДжан Джакомо дела Торе Пичинели, съдия и председател на Апелативния съд на Милано до 1998 г. Ториани (* 1920, † 1998), швейцарски музикант и изпълнител

## Герб
Дела Торе имат два герба:
- два скиптъра с лилии на кръст на св. Андрей от злато на син фон
- кула от червено върху сребърен фон

Обикновено тези елементи са затворени в един единствен разделен на четири герб или насложени, което води до герб, който е кула в червено на сребърен или на син фон, пресечена от два златни скиптъра,  с лилии и на кръст на Св. Андрей. Понякога на главата на щита има имперски орел в черно върху златно поле, докато друг път над кулата има златен или сребърен полумесец .

Семейството използва и други гербове като двустранния сребърен и черен герб на Креденца на Св. Амвросий или изправения на задни крака червен лъв на златен фон на Валсасина.
- Най-ранен герб на Дела Торе
- Герб на Наполеоне дела Торе (1274)
- Герб от 1495 г.
- Герб от ръкописа Libro d'Ore Torriani (1495)
- Герб върху надгробната плоча на Диониджи Ториани (1570)
- Герб в Famiglie celebri italiane

## Частична генеалогия
```
Мартино
 'Гиганта' († 20 ноември 1163), граф на 
Валсасина
 
│
└─
Якопо (Джакомо)

  │
  ├─
Пагано I
 († 6 януари 1241), старейшина на Милано (1197-1241), граф на Валсасина
  │ ├─Ермано 
  │ │─
Наполеоне, нар. 'Напо'
 († 1278), господар на Милано
  │ │      └─
Корадо, нар. 'Моска'
  (* ок. 1251, † 24 октомври 1307)
  │ │      └─
Гуидо
 († сл. 27 ноември 1311), господар на Милано    
  │ │─
Франческо
 (* 1210/1220, † 21 януари 1277)
  │ │      └─
Гуидо
 (†сл. 27 ноември 1311), господар на Милано
  │ │           └─Амурат († 1334)
  │ │           └─Симоне († 28 февруари 1324)
  │ │           └─Франческо (Франческино), губернатор на 
Истрия
 (1328) от името на Патриарха на Аквилея 
  │ │           └─Бартолино († сл. 1349)
  │ │           └─Гуидоне, кавалер на Суверенния орден на хоспиталиерите на Св. Йоан
  │ │           └─Маргерита
  │ │           └─Нардино († пр. 1312)
  │ │           └─Лотария (извънбр.)
  │ ├─Канева 
  │ ├─
Раймондо
 († 23 февруари 1299), епископ на 
Комо
 (1262-1273), патриарх на Аквилея (1273-1299)                                            
  │ ├─
Паганино
 († 1266)      
  │ ├─Авоне 
  │ ├─Мартино 
  │ ├─Филипо  
  | │
  ├─
Якопо

  │ │  └─
Мартино
 'Големи'  († 12 ноември 1263 или 18 януари 1264), господар на Милано
  │ │  │        └─Джустамонте († сл. 1223), дякон на метрополия Милано (1201), редовен каноник (1206)
  │ │  │        └─Касоне, подест на 
Орвието
 (1204)
  │ │  │        └─Джакомо († 1216)
  │ │  │        └─Пагано, подест на 
Падуа

  │ │  └─
Филипо
 'Големи' († 24 септември 1265), господар на Милано 
  │ │           └─Салвино († 10 септември 1287), господар на 
Парма

  │ │           └─Аниезе
  ├─Антимано
```

## Клонове и семейства

### Ториани от Мендризио (Torriani di Mendrisio)
Този клон, който също приема фамилното име Ториани (Torriani), е от XVI век и се намира в град Мендризио в кантон Тичино в италианска Швейцария. Появява се преди разпръскването на семейство Дела Торе след поражението в битката при Дезио, което кара семейството да намери убежище във Фриули и дава началото на различните ломбардски, венециански и фриулски линии. За него сигурни новини от средата на 1100 г. От този клон е блаженият Гулиелмо дела Торе, епископ на Комо, така че е логично да се мисли, че присъствието им на място се дължи на земя в кантон Тичино (преди издигането на семейство Дела Торе до господари на Милано), който, заедно с близката Валсасина, е част от Миланската архиепископия. 
Някои оспорват принадлежността на Дела Торе от Мендризио към Дела Торе от Милано, но те винаги са се смятали в родствена връзка с миланците, и имат общо с тях характерния герб с червената кула на бял фон, пресечена от два скиптъра с лилия в кръста на Свети Андрей. Клонът се установява в Ранкате (също в Кантон Тичино), давайки началото на фамилията Дела Торе ди Ранкате (Della Torre di Rancate) (по-късно Ранкати, Rancati), към която принадлежи абат Иларионе Ранкати.

### Ториани от Маради в Тоскана (Torriani di Maradi in Toscana)
Този клон произлиза от семейство Бартоломео (Агостино, Джовани, Гаспаре, Сузено, Финиберто, Симоне и Гуидо).
Бартоломео, вероятно роден през 1505 г. е съпруг на Фаустина Тревано от Комо. Той е един от старейшините на Мендризио и умира през 1568 г. Неговият син Аурелио, роден около 1550 г., е съпруг на Барбара ди Николао; убит е с измама от Гаспаре Дела Торе през 1585 г. 
Аурелио и Барбара имат син Николао, роден през 1585 г. Той се жени за Катерина де Поци през 1618 г. Николао и Катерина са родители на Франческо Антонио, роден през 1631 г. и емигрирал в Лион. Франческо е баща на Карло Джузепе, който емигрира в тосканското градче Маради, откъдето произлиза сегашното тосканско семейство Ториани, наречено „ди Маради ин Тоскана“ (Di Maradi in Toscana). Палат Ториани на улица Габрони 58, в центъра на Маради, съществува и до днес: тази внушителна конструкция от края на XVI век е започната от семейство Раци върху останките от предримска кула, придобита от семейство Ториани в средата на XVII век. Палатът е все още обитаван от семейството на г-жа Аннамария Донати Талиафери Ториани.

### Фон Турн Валсасина (Von Thurn Valsassina)
Друг потомък на фриулския клон – Джироламо (Венециански патриций, починал във Венеция през 1590 г.), се жени  през 1549 г. за Джулия Бембо. Той е духовник на Апостолическата камара и секретар на Апостолските писма, но се отказва от тази длъжност. След това е преименуван на граф на Валсасина от Свещената Римска империя, барон на Верчели, в Кроче и на Лайприц с диплома от 26 май 1533 г. заедно с братята си Микеле и Луиджи, и братовчед си Николо, от император Карл V. Титлата е препотвърдена с императорска диплома от 23 юни 1572 г. 
Неговите потомци взимат фамилното име Дела Торе ди Валсасина (della Torre di Valsasina), по-късно германизирано на Фон Турн-Валсасина (von Thurn-Valsassina), и са собственици на много земи в Моравия. През 1587 г. стават господари на замъка Дуино, като добавят и фамилията Хофер, като по този начин стават Вон Турн-Хофер унд Валсасина (von Thurn-Hofer und Valsassina). Те винаги са били на служба на Хабсбургите.
Между края на XVII и началото на XVIII век Ториани ди Валсасина стават доста печално известни в земите на Патриархално княжество Аквилея по времето на венецианското управление заради особено бруталното си поведение. Историята на фамилията всъщност е поредица от кървави факти, включително убийства и семейни вражди. Най-скандалният представител на фриулския клон несъмнено е граф Лучо Антонио дела Торе ди Валсасина, главният герой на няколко престъпни действия срещу Венеиця и ръководител на свирепа банда, която се вихри години наред във фриулските земи, правейки името му особено непопулярно за населението. В крайна сметка той е осъден на смърт и екзекутиран в Градиска д'Изонцо през 1723 г. на 28-годишна възраст за убийството на съпругата си Елеонора ди Мадризио, но действията му непоправимо опетняват репутацията на цялото семейство Дела Торе дори много години след смъртта му.

### Турн унд Таксис (Thurn und Taxis)
Други далечни членове на фамилията, потомци на Волвено дела Торе, свързани със семейството на Бергамо Тасо от Камерата Корнело, впоследствие служещи на императорите на Свещената Римска империя като Пощенски майстори, дават началото на благородническата немска линия Турн унд Таксис (Thurn und Taxis, на итал. Della Torre e Tasso).
Графиня Тереза фон Турн-Хофер унд Валсасина, последният пряк потомък на Дела Торе ди Валсасина – господари на замъка Дуино близо до Триест, се омъжва за принц Егон цу Хоенлое-Валденбург-Шилингсфюрст през 1849 г., от когото има 6 деца. Четвъртата им дъщеря Мария на свой ред се омъжва за принц Александер Турн унд Таксис във Венеция през 1875 г., син на Хуго Максимилиан от кадетския клон Лаутшин-Бохемия, донасяйки замъка Дуино като зестра. Мария и Александер имат син Александер, роден през 1881 г., който на свой ред наследява замъка. След като е издигнат в 1-ви херцог на Кастел Дуино от краля на Италия Виктор Емануил III, става италианец през 1923 г., приемайки за себе си и своите потомци фамилното име „Дела Торе е Тасо, херцози на Кастел Дуино“ (Della Torre e Tasso duchi di Castel Duino), където семейството живее и днес.

### Дела Торе от Рецонико (Della Torre di Rezzonico)
Този клон произхожда от село Рецонико (днес подселище на Сан Сиро) на езерото Комо. Андреа Ереко дела Торе, син на Гуидо, е негов прародител, който изглежда, че дава началото на семейство Дела Торе Рецонико (Della Torre Rezzonico). 
През 1640 г. Аурелио дела Торе от Рецонико първо се мести в Генуа, а след това във Венеция, за да търгува там. Той натрупва огромни богатства, които завеща на своите племенници Джовани Батиста и Квинтилиано. Двамата, след като изплащат 100 хил. дуката на Република Венеция, получават венецианския патрициат. Джовани Батиста се жени за благородничка от града и на 7 март 1693 г. се ражда синът им Карло Рецонико. През 1753 г. Карло става папа с името Климент XIII.

### Дела Торе от Вал Камоника (Della Torre di Val Camonica)
Някои членове получават десятъците на Чемо (днешно подселище на Капо ди Понте) през 1337 г. През 1407 г. братята Бартоломео и Бокачино имат от Висконти прехвърлянето на някои активи, конфискувани от Антониоли.
На 28 май 1430 г. Бартоломео дела Торе, подкрепящ Венецианската република срещу Милано при превземането на Вал Камоника, е избран за граф на Чемо и Чимберго.
През 1433 г. Чемо е нападнат от гибелините и Бартоломео е принуден да се закълне във вярност на Висконти, докато през 1438 г. той открито заема страната на Милано при повторното завладяване на долината, губейки титлата и привилегиите, които преминават към семейство Лодрон.
Упадъкът на семейството започва с XV век и Грациоло – син на покойния Албригино дела Торе е един от последните представители на семейството.
Pelegrinis seu dela Turre се разоряват в резултат на финансови неуспехи и семейни вражди: Симоне, който през 1491 г. варварски убива баща си Томазо, който му отказва разрешение да отглежда кучета за лов на зайци, също е убит през 1503 г.

### Дела Торе от Вал ди Соле и Вал Брезима (Della Torre di Val di Sole e Val Bresima)
Съществува хипотеза за съществуването и на трентински клон на ломбардската фамилия Дела Торе, по-късно преведен на „Дала Торе“ и акредитиран в каталозите за благородниците на Епископско княжество Тренто от началото на XVI век. Професорът, свещеник и учен от Брезимо Г. Б. Депедер говори за това в своята статия „До моите сънародници от Брезимо“ през 1913 г. Въз основа на притежаваните от него древни документи (включително и някои пергаменти от сегашния Архив на Депедер, намиращ се в ректората на Брезимо), той говори за клон, произхождащ от Ломбардия и по-точно от клона Дела Торе от Бергамо, с Пиетро (подест на Тренто през 1415 г.) и неговия син Бартоломео, трикратен консул на Тренто до средата на XV век. Бартоломео идва да живее в Брезимо (Вале ди Нон), пребивавайки в древен замък в долината – Кастел Белиарде, снабден с кула, който се срутва окончателно при пожар от 1956 г. Това притежание е получено от приятелството със семейство Тун (Thun), господари на долината Брезима и влиятелни благородници от Княжество Тренто от XIV век. Потвърждение има в съотвествието на фамилни имена от началото на XV век, в присъствието на нотариус от Бергамо в Брезимо през онези години и във фамилното име на Пиетро и Бартоломео, които в документите на общината са отбелязани като „a Turri “, буквално преведено на „Dalla Torre“. Друго потвърждение е и използването на герб, първоначално подобен на този на Дела Торе от Бергамо (потвърден клон на Дела Торе от Валсасина), който представлява проста кула върху зелена равнина на син фон. Гербът е потвърден и подобрен за клон на Флавон, вероятно свързан с тези от Брезимо, с диплома от Максимилиан II, на 8 май 1574 г.: в синьо, ограден с червено, до сребърната кула, върху равнина в зелено, придружена от три златни звезди; на гербае изобразен светлокафяв лъв, носещ надпис „Fortitudo mea Dominus“. Приятелството с Тун продължава в управлението на техните имоти и концесии на земя, както в Брезимо, така и в Графство Тон, до края на XIX век.
Същото се отнася и за клона от Вал ди Соле, който също получава, в лицето на художника Джовани Марино, потвърждение и подобрение на герба, вече използван от неговите предци, от принц епископ Доменико Антонио Тун, през 1726 г.: кулата е червена в синьо, придружена от две златни звезди отстрани и червено и бяло знаме, развяващо се на върха, докато третата звезда служи като герб тук. Тази хипотеза за потекло е подкрепена и в скорошния текст на L. Borrelli и G. Tabarelli De Fatis „Гербове и новини на семействата на Трентино“ (Stemmi e notizie di famiglie trentine) от 2004 г., който говори за членове на Дела Торе от Валсасина, приятели на Тун и дошли в долините на Нон и Соле през XV век, за да управляват мините и тяхната обработка.
Инсбрукският клон, започнал в края на XVIII век, с Джовани Непомучено и Карло Луиджи – синове на доктора от Флавон Джовани Матео, докторант в Инсбрук в средата на XVIII век и също предшественик на известния натуралист K. В. фон Дала Торе – професор в университета в Инсбрук. Семейство Дала Торе от Инсбрук обитават замъка Планотцен северно от града и сключват брак с много тиролски благороднически семейства, включително семействата фон Пош, Джованели, Мелкиори и фон Шултхаус. Този клон също получава герб като този на предците на Флавон, но от 4 части, в част 1 и 4 синя кула на златен фон и в част 2 и 3 три златни звезди на син фон и предикатите на „Thurnberg und Sternhof“, предоставен им от Йозеф II през 1787 г. 
Въпреки това по-нататъшни проучвания и прозрения в оцелелите документи и пергаменти изглежда предполагат произхода на Дала Торе от Брезимо (Dalla Torre di Bresimo) от древните господари на Алтагуарда (клон на Да Ливо, Da Livo), тъй като те биха представлявали негов кадетски клон, първоначално формиран от нотариуси, които отивате да живеят в селската резиденция (Castel Beliarde), след продажбата на замъка Алтагуарда на Тун. В този случай гербът е като при Алтагуарда: interzato в ешелон, в 1 червено, в 2 златно, в 3 черно. Фамилията Флавон би могла вместо това да произлиза от благородниците Торесани, също присъстващи в района на Клес / Флавон, поради сходството на гербовете и този на Вал ди Соле има независим произход, като се има предвид допълнителното (макар и минимално) разнообразие на използвания герб.

### Дела Торе, впоследствие Бовио дела Торе от Алесандрия (Della Torre poi Bovio della Torre di Alessandria)
Членове на семейство Дела Торе от Милано вече са документирани в Алесандрия в края на XII век. Историческият политическо-военен съюз между двете общини, присъединяващи се към Ломбардската лига, както и интересите, които Дела Торе имат да намерят съюзници между градовете в Северозападна Италия, мотивират присъствието на членове на семейството в Александрия, където те са записани сред благородниците на общинския съвет.
Между 1191 и 1203 г. Балдовино дела Торе е сред консулите на община Алесандрия, които подписват договорите за съюз с комуните Асти и Алба.  Сред подестите, които управляват Алесандрия през XIII век, много са Дела Торе от Милано: през 1268-69 г. Франческо, през 1275 г. Лодизио, през 1289 г. Джаното, през 1291 г. Гуидофредо. През 1301 г. Карлоне и Паганело са сред благородниците на Креденца (Общинския съвет). 
През XIII век някои членове на семейството преминаха от Алесандрия в земята на Ривалта Бормида, съюзник на Алесандрия от 1191 г.  При посвещаването през 1331 г. от благородническата община Ривалта Бормида на маркграфа на Монферат Теодоро I той признава на благородниците Алесандро и Неро de Turre dicti de Bovo 1/5 от правата върху таксата и мелниците на Ривалта Бормида. Тези прерогативи са препотвърдени от маркграфа на Монферат Теодоро II през 1387 г. на благородника Гулиелмо Бовио дела Торе, представител на консорциума Дела Торе. Благородникът Антонио Бовио дела Торе ди Ривалта Бормида, който се премества в Казале Монферато, след като е назначен за секретар на маркиз Гулиелмо IX Монфератски, е инвестиран от него през 1518 г. с шестата част от феода Солонгело.
През 1637 г. Микеле е инвестиран от Карло I Гонфзага, херцог на Мантуа и Монферат, с феода Каваторе и с благородническа титла.  През 1666 г. братята Джовани и Анджело получават от Фердинандо Карло Гондзага, херцог на Мантуа, подновяване на инвеститурата на половината от таксата върху феода Ривалта Бормида. 
На 23 юли 1735 г. крал Карл Емануил III Савойски препотвърждава инвеститурата на адвоката Бартоломео благороден васал Анджело. Винченцо е инвестиран през 1706 г. с точки на юрисдикция над феода Концано от Фердинандо Карло, херцог на Мантуа, и с благородническа титла. Племенникът на Винченцо, Джан Доменико, е инвестиран с Концано от крал Карл Емануил III Савойски и графска титла на 12 май 1766 г.

### Торе от Сицилия (Torre di Sicilia)
Преките потомци на Миланезе дела Торе се преместват в Сицилия в края на XIV век. Първият член на семейството, получил подходяща позиция, е някой си Паризио, който е капитан на правосъдието в Калтаджироне през 1462 и 1468 г. През следващия век Бартоломео Торе е сенатор в Катания пет пъти до 1536 г. и заместник на кралството през 1511 г. Титлата „Рицар на кралството“ е връчена на 26 април 1519 г. на Федерико и Джакомо Торе и на 22 февруари 1644 г. на Карло Торе. Следващите членове на семейството получават различни обществени постове, включително служби на сенатори на кралството.